# Forest-sur-Marque
Forest-sur-Marque is een Franse gemeente in het Noorderdepartement (Frans: département du Nord) in de regio Hauts-de-France. De gemeente maakt deel uit van het arrondissement Rijsel. De gemeente ligt aan het riviertje de Marque. Forest-sur-Marque telde op 1 januari 2022 1.660 inwoners.

## Geografie
De oppervlakte van Forest-sur-Marque bedroeg op 1 januari 2022 1,05 vierkante kilometer; de bevolkingsdichtheid was toen 1.581 inwoners per km².

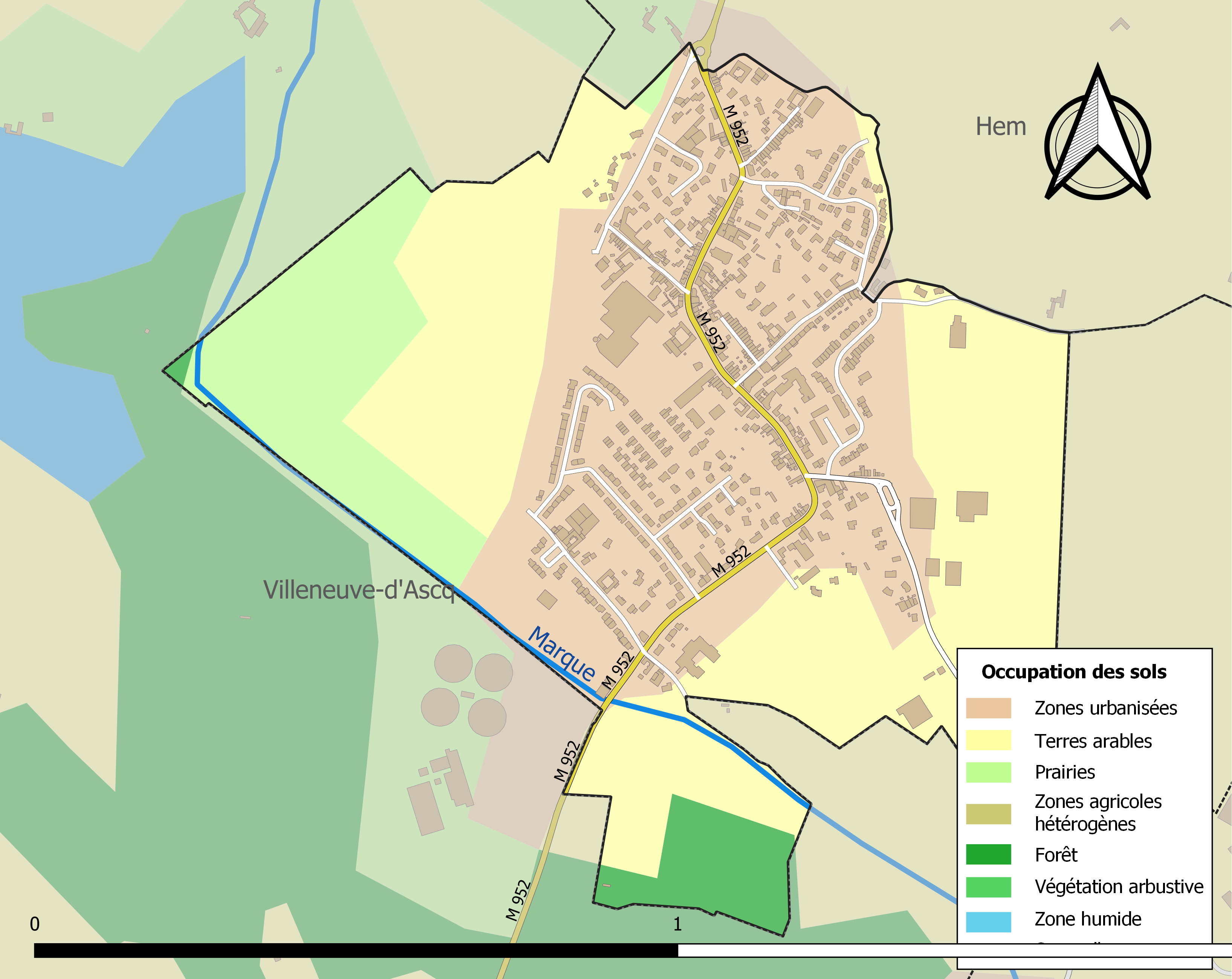
Kaart van de gemeente met belangrijkste infrastructuur, bodemgebruik en omliggende gemeenten

## Bezienswaardigheden
- De Eglise Saint-Jean-Baptiste
- Op de begraafplaats van Forest-sur-Marque staat een monument voor de oorlogsslachtoffers uit Forest-sur-Marque en bevindt zich een Brits militair perk met 23 gesneuvelden uit de Tweede Wereldoorlog.

## Natuur en landschap
Forest-sur-Marque ligt aan de Marque. Ten westen van deze plaats vindt men het Réserve Naturelle Régional du Héron en een wandelpad door het gebied naar het Openluchtmuseum (Musée de Plein Air) van Villeneuve-d'Ascq. De hoogte bedraagt ongeveer 27 meter.

## Demografie
Onderstaande figuur toont het verloop van het inwonertal (bron: INSEE-tellingen).

## Nabijgelegen kernen
Hem, Tressin, Villeneuve-d'Ascq